# Niklas Ajo
Niklas Ajo (Valkeakoski, Finlandia, 10 de julio de 1994) es un piloto profesional de motos finés que corrió en el mundial de motos durante cinco años. Actualmente no participa en ninguna competición profesional.

## Biografía
Hijo del dueño de la famosa escudería: Red Bull KTM Ajo, Aki Ajo. Desde pequeño ha crecido en el mundo de los deportes de motor e hizo su debut en la categoría de 125 cc en 2011 pilotando una "TT Motion Events Racing Team" en Alemania. Niklas corría en las minimotos desde los 12 años y en 2008 fue seleccionado para competir en el "Red Bull Rookies MotoGP Cup", que equivalía a competir en el Campeonato de Finlandia de 125 cc.
En 2009 se convirtió en el piloto más joven de la historia en tener el título nacional. En la temporada siguiente participó en el campeonato español, continuando su desarrollo participando en la última carrera del Campeonato del Mundo de motociclismo, en Valencia.
En 2012, continuó pilotando una "TT Motions Events Racing", pero esta vez en la KTM de Moto3. Tuvo dos grandes incidentes en este año; el primero en Jerez fue sancionado con una carrera de suspensión (Estoril) por golpear a una comisaria de carrera, que no le ayudaba a volver a pista tras una caída. Y el otro incidente en Indianápolis cuando fue derribado por Adrián Martín en una de las curvas, cuando el piloto valenciano se dirigió a él para disculparse por la maniobra, Ajo lo recibió con una suerte de empujones, razón por la cual fue excluido de la carrera, y posteriormente la Dirección de Carrera le impuso una suspensión de una carrera, razón por la cual no corrió la siguiente carrera (Brno) . Niklas corrió el resto de la temporada, recogiendo 40 puntos en el campeonato del mundo terminando en la 19.º posición.
En 2013, el piloto finés al igual que en el 2012, corrió con el Avant Tecno Ajo junto a KTM. Participó en todos los grandes premios del calendario, terminando con 62 puntos y firmando el mejor resultado clasificatorio hasta ahora, decimocuarto.
En 2014 también corrió con Avant Tecno Ajo pero esta vez con la fábrica sueca Husqvarna, de mano de KTM. Ese año corrió acompañando al británico Danny Kent, solo que este corrió con el patrocinio de Red Bull en vez del de Avant. Ajo corrió todas las carreras salvo en Sacherning, a causa de una lesión. Finalizó la temporada decimoquinto, con un total de 52 puntos.
2015 fue el último año para el finés. Esta vez corría en el RBA Racing junto a la española Ana Carrasco y al hispanoargentino Gabriel Rodrigo. Niklas no empezó con buen pie la temporada, ya que en el gran premio de Argentina (el tercero del calendario) se vio involucrado en un encontronazo con el polémico piloto italiano Romano Fenati. Mientras rodaban hacia la recta para practicar la salida en los libres, Fenati recriminó a Ajo por una acción anterior. Este seguía gesticulando, pero el finés no quiso meterse en la discusión. Fenati, al ver la pasadez de Ajo le soltó una patada, pero Niklas le respondió con un gesto de queja y continuo ignorándolo. Finalmente, al tener las motos paradas, Fenati, muy enfurecido pudo encararse cómodamente con Ajo. Niklas, le hizo gestos a Karel Hanika comentándole el comportamiento de Romano, mientras tanto, este aprovechó que Ajo estaba despistado, para apagarle el motor, y marcharse. Cuando Ajo quiso darse cuenta, Fenati había emprendido la salida, finalmente Fenati fue sancionado. El resto de la temporada no fue de mucho para Ajo, que a pesar de ser el único piloto del equipo con puntos, fue expulsado por falta de resultados, aunque la expulsión fue por parte, de mutuo acuerdo. Le sustituyó Isaac Viñales, quien hasta el momento estaba corriendo con RBA en lugar de la lesionada Ana Carrasco. Su último Gran Premio fue en Brno, que como muchos otros, terminó en caída. Desde entonces no se supo mucho de él, aunque de vez en cuando hacía publicaciones en redes sociales. Hasta 2017, cuando se le pudo ver en el gran premio de Catar acompañando aparentemente como técnico a Patrik Pulkkinen en el Saxo-Print.
En 2018 se le ha visto junto a pilotos como los hermanos Öncü en las Red Bull Rookies Cup. Justamente, en el último gran premio de la temporada, pudo ser visto múltiples veces por las cámaras televisivas en la histórica victoria del turco Can Öncü acompañándole en el box.

## Estadísticas en  su carrera

### Por temporada
| Temporada | Categoría | Moto      | Carreras | Victorias | Podios | Poles | Vueltas Rápidas | Puntos | Posición |
| --------- | --------- | --------- | -------- | --------- | ------ | ----- | --------------- | ------ | -------- |
| 2010      | 125cc     | Derbi     | 1        | 0         | 0      | 0     | 0               | 0      | NC       |
| 2011      | 125cc     | Aprilia   | 15       | 0         | 0      | 0     | 0               | 19     | 21.º     |
| 2012      | Moto3     | KTM       | 15       | 0         | 0      | 0     | 0               | 40     | 19.º     |
| 2013      | Moto3     | KTM       | 17       | 0         | 0      | 0     | 0               | 62     | 14.º     |
| 2014      | Moto3     | Husqvarna | 17       | 0         | 0      | 0     | 0               | 52     | 15.º     |

### Posiciones por año
| Año  | Categoría | Moto      | 1      | 2       | 3      | 4       | 5       | 6       | 7       | 8       | 9       | 10      | 11      | 12      | 13      | 14      | 15      | 16      | 17      | 18      | Pos. | Pts. |
| ---- | --------- | --------- | ------ | ------- | ------ | ------- | ------- | ------- | ------- | ------- | ------- | ------- | ------- | ------- | ------- | ------- | ------- | ------- | ------- | ------- | ---- | ---- |
| 2010 | 125 cc    | Derbi     | QAT    | SPA     | FRA    | ITA     | GBR     | NED     | CAT     | GER     | CZE     | IND     | RSM     | ARA     | JPN     | MAL     | AUS     | POR     |         | VAL Ret | NC   | 0    |
| 2011 | 125 cc    | Aprilia   | QAT 17 | SPA Ret | POR 14 | FRA Ret | CAT 13  | GBR 16  | NED Ret | ITA 22  | GER 10  | CZE Ret | IND Ret | RSM     | ARA Ret | JPN Ret | AUS Ret | MAL     | VAL 8   |         | 21.º | 19   |
| 2012 | Moto3     | KTM       | QAT 13 | SPA Ret | POR EX | FRA 15  | CAT 21  | GBR 14  | NED 8   | GER 14  | ITA 11  | IND DSQ | CZE EX  | RSM Ret | ARA 14  | JPN 13  | MAL 9   | AUS Ret | VAL 9   |         | 19.º | 40   |
| 2013 | Moto3     | KTM       | QAT 9  | AME 15  | SPA 6  | FRA Ret | ITA 8   | CAT Ret | NED 10  | GER 18  | IND 11  | CZE Ret | GBR 15  | RSM 11  | ARA 21  | MAL 12  | AUS 9   | JPN 8   | VAL Ret |         | 14.º | 62   |
| 2014 | Moto3     | Husqvarna | QAT 26 | AME 14  | ARG 8  | SPA 10  | FRA Ret | ITA 5   | CAT 8   | NED Ret | GER LES | IND Ret | CZE 12  | GBR 10  | RSM Ret | ARA 25  | JPN Ret | AUS 9   | MAL Ret | VAL Ret | 15.º | 52   |

Leyenda:
| Color     | Resultado                               |
| --------- | --------------------------------------- |
| Oro       | Ganador                                 |
| Plata     | Segundo puesto                          |
| Bronce    | Tercer puesto                           |
| Verde     | Carrera finalizada dentro de los puntos |
| Azul      | Carrera finalizada fuera de los puntos  |
| Púrpura   | Retirado                                |
| Púrpura   | No clasificado (NC)                     |
| Rojo      | No calificado (NQ)                      |
| En negro  | Descalificado (DES)                     |
| Blanco    | No ha iniciado (NIN)                    |
| En blanco | No ha participado                       |
| En blanco | Retirado debido a lesión (LES)          |
| En blanco | Excluido (EX)                           |
| En blanco | Carrera cancelada (C)                   |

- Datos: Q2001453